# Karl H. Henking
Karl H. Henking (* 4. Oktober 1923 in Banjarmasin; † 5. Februar 2005 in Winterthur) war ein Schweizer Ethnologe.

## Leben
Er studierte Ethnologie in Basel, Zürich, Amsterdam und Leiden (1952 Dr. phil.). Ab 1954 Assistent, dann Kustos in der Abteilung für Völkerkunde des Historischen Museums in Bern. Ab 1956 hatte er einen Lehrauftrag für Ethnologie an der Universität Bern (1961 Habilitation). Er lehrte als Privatdozent (1961–1966) an der Universität Bern, als ab 1963 Assistenzprofessor und ausserordentlicher Professor (1981–1990) (Schwerpunkt Religionsethnologie) an der Universität Zürich. Von 1963 bis 1990 leitete er als Direktor des Völkerkundemuseums in Zürich.

## Schriften (Auswahl)
- Timoresische Gefässe und ihre Ornamente. Bern 1956, OCLC 644968813.
- Ceylon, Sri Lanka. Zürich 1977, OCLC 257991093.
- mit Ruth Brand-Lederer und Denise Daenzer: Tee. Ausstellung 8. Mai bis 30. September 1990. Zürich 1990, ISBN 3-909105-15-7.
- mit Peter R. Gerber und Andreas Isler: Bäume. Der Baum als Sinnbild des Kosmos. Zürich 1990, ISBN 3-909105-17-3.